# Carboximidate

Trichloroéthanimidate de benzyle

Les carboximidates (ou de façon moins spécifique les imidates) sont des composés organiques qui peuvent être décrits comme des ester de l'acide carboximidique (R-C(=NR')OH) et d'un alcool. Leur formule générale est R-C(=NR')OR". 
Les carboximidates sont parfois appelés éthers d'imine, car ils peuvent être vus comme une imine (>C=N-) avec un atome d'oxygène connecté à un atome de carbone.

## Utilisation
Les carboximidates sont utilisés en synthèse organique comme bloc de construction et intermédiaires, par exemple dans le réarrangement de Mumm ou le réarrangement d'Overman. Un exemple d'imidate est le trichloroéthanimidate de  benzyle, utilisé comme groupe protecteur des alcools comme un éther de benzyle, avec dégagement de trichloroacétamide. 

## Anions imidate/amidate

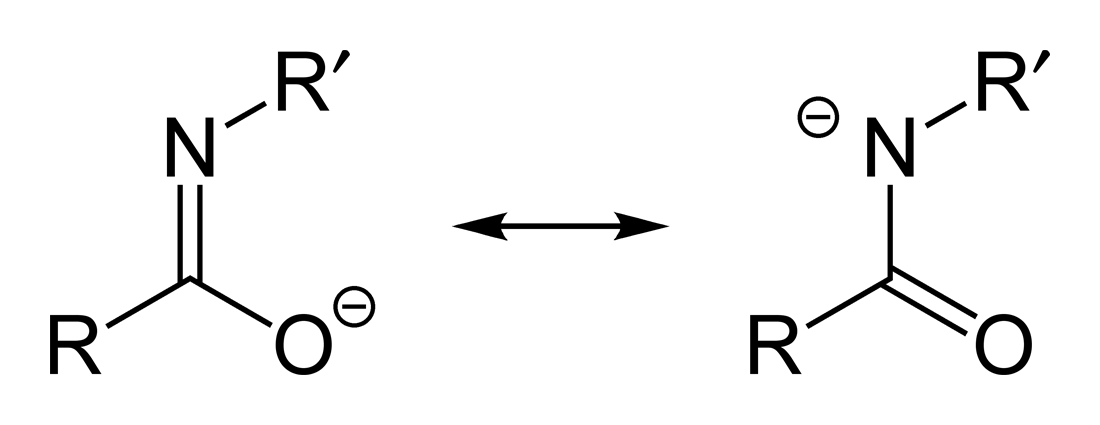
Résonance anions imidate/amidate

Les anions amidates (R-O=C(N−)R') sont les formes mésomère des anions imidates (R'-N=C(O−)R), et peuvent être vus comme la forme énolate de l'amide correspondant
Ces anions peuvent être utilisés comme ligands.